# راؤول غوميز راميريز
راؤول غوميز راميريز (بالإسبانية: Raúl Gómez Ramírez)‏ هو سياسي مكسيكي، ولد في 29 مايو 1964 في المكسيك، وتوفي في 10 ديسمبر 2014 في سيلايا في المكسيك بسبب حادث مرور. حزبياً، نشط في حزب العمل الوطني. وقد انتخب عضو مجلس النواب المكسيك.